# Similigravure
La similigravure (ou similigraphie) est une technique d'impression qui permet de reproduire un document monochrome fait de demi-teintes (qui comporte une gradation de valeurs s'étalant du blanc au noir) comme une photographie.
Les valeurs initiales de l'original en demi-teintes sont retranscrites en valeurs de points de trame qui permettront son impression par un procédé adapté.
Les professionnels utilisent plus volontiers le terme de « simili » qui est la contraction de « similigravure ».

## Histoire

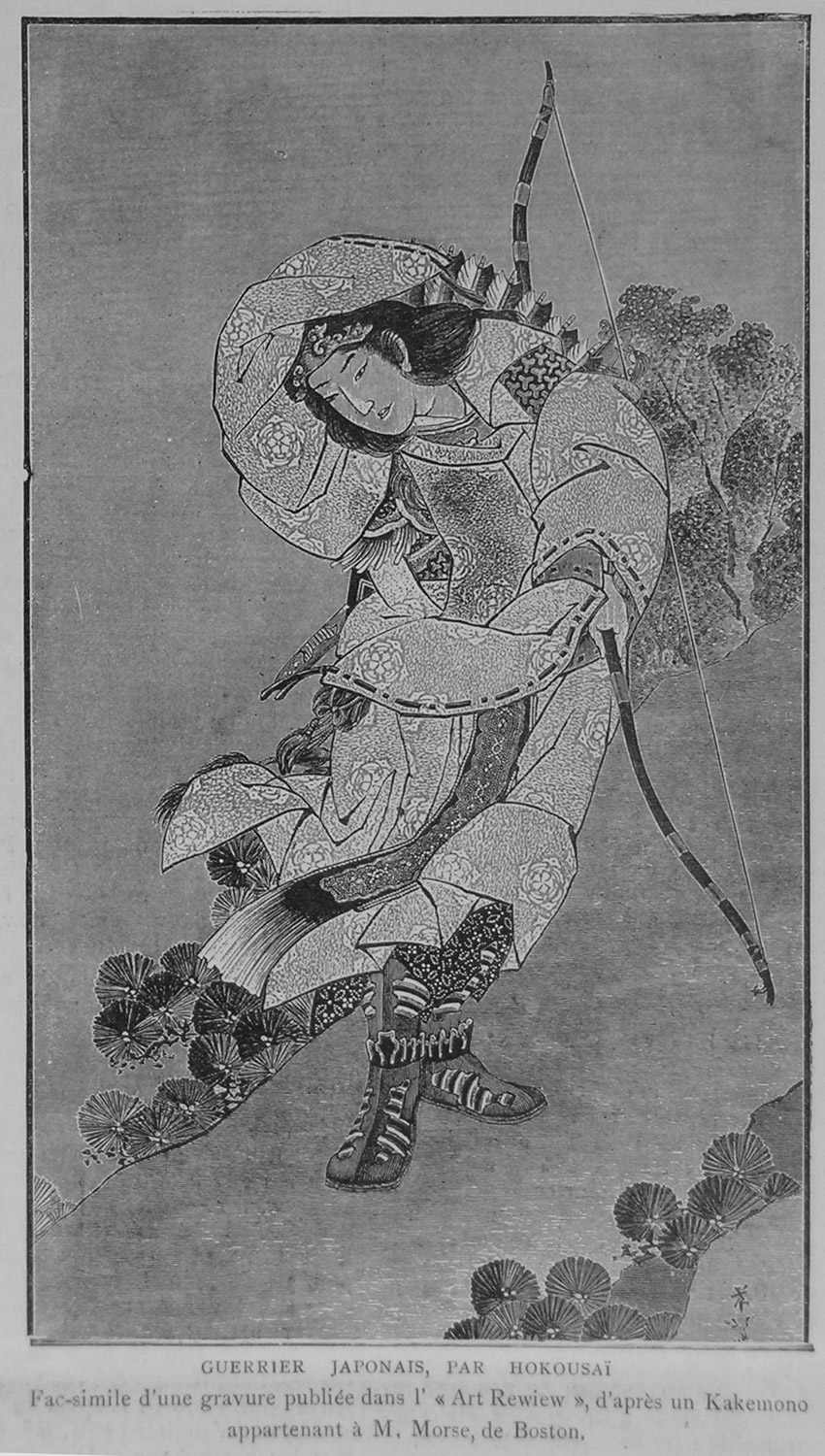
Gravure par la technique de demi-teinte de Petit, dans L'Illustration, en 1883, d'après une estampe d'un dessin d'Hokusai.

Le procédé est mis au point au XIXe siècle. Plusieurs inventeurs ont participé à sa mise au point : le Français Charles-Guillaume Petit, l’Allemand Georg Meisenbach et des Américains, dont Frederic Ives et, plus tard, en 1905, Max Levy.
Charles-Guillaume Petit dépose un brevet en 1878 pour un procédé de « photo-typographie ou traduction d’un cliché en demi-teinte d’après nature, en cliché au trait pouvant fournir un relief typographique ». Cette illustration est faite de traits et non de points dans le journal L’Illustration, sorti en 1880 et reprenant des gravures d'Hokusai.
Le terme de similigravure apparaît en 1880 et cite les trois inventeurs Charles-Guillaume Petit, Georg Meisenbach et Frederic Ives.
En 1884, le procédé de Georg Meisenbach, qu'il appelle « phototypogravure », est utilisé dans en 1884, pour reproduire des tableaux du Salon, parmi lesquels L’Été de Collin ou Le Bois sacré, cher aux arts et aux muses de Puvis de Chavannes. Il utilise alors des lignes fines se croisant à angle droit. Les nuances sont proches des photographies mais ternes par rapport à la gravure sur bois.
Les frères Levy travaillent sur le sujet à partir de 1886 et déposent également des brevets sur des systèmes similaire dont le premier en février 1893.
En 1905, Max Levy critique les techniques employées par ses confrères qui utilisent un procédé à la gélatine bichromatée pour la production des plaques imprimantes en relief ne permettant pas une réelle industrialisation. La difficulté relevant pour lui de la réalisation des trames, il dit avoir constaté en 1886 que « la dernière grande difficulté était de produire les écrans lignés et qu'il a obtenu un premier travail commercial satisfaisant en 1891 ».
Le procédé de Levy utilise une plaque de verre enduite d’un vernis. Celle-ci est gravée au diamant manipulé par une machine à graver produisant des lignes fines et parallèles sur le verre. De l'acide fluorhydrique est ensuite utilisé pour attaquer les parties en verre non recouvertes (se rapprochant ainsi des techniques d'eau forte), puis le vernis est nettoyé du verre et les lignes gravées sont chargées d’un enduit noir. On y colle alors deux plaques de telle sorte que les réseaux[Quoi ?] se croisent à angle droit, enduit avec du baume du Canada[Quoi ?]. Il n'y a pas, dans les brevets d'information sur les machines utilisées pour la gravure ou sur la méthode pour éviter les vibrations ou produire des réseaux satisfaisants, paramètres jugés fondamentaux par l'inventeur[pas clair]. Il dépose en 1895 des brevets sur la forme des diaphragmes des appareils photographiques.

## Fonctionnement
Ce sont ces points de taille variable qui déterminent la quantité d'encre déposée et restituent la gradation de l'image une fois imprimée. C'est grâce à cette technique que les images sont reproduites en noir et blanc dans les magazines et les journaux.